# 菅生村 (岐阜県)

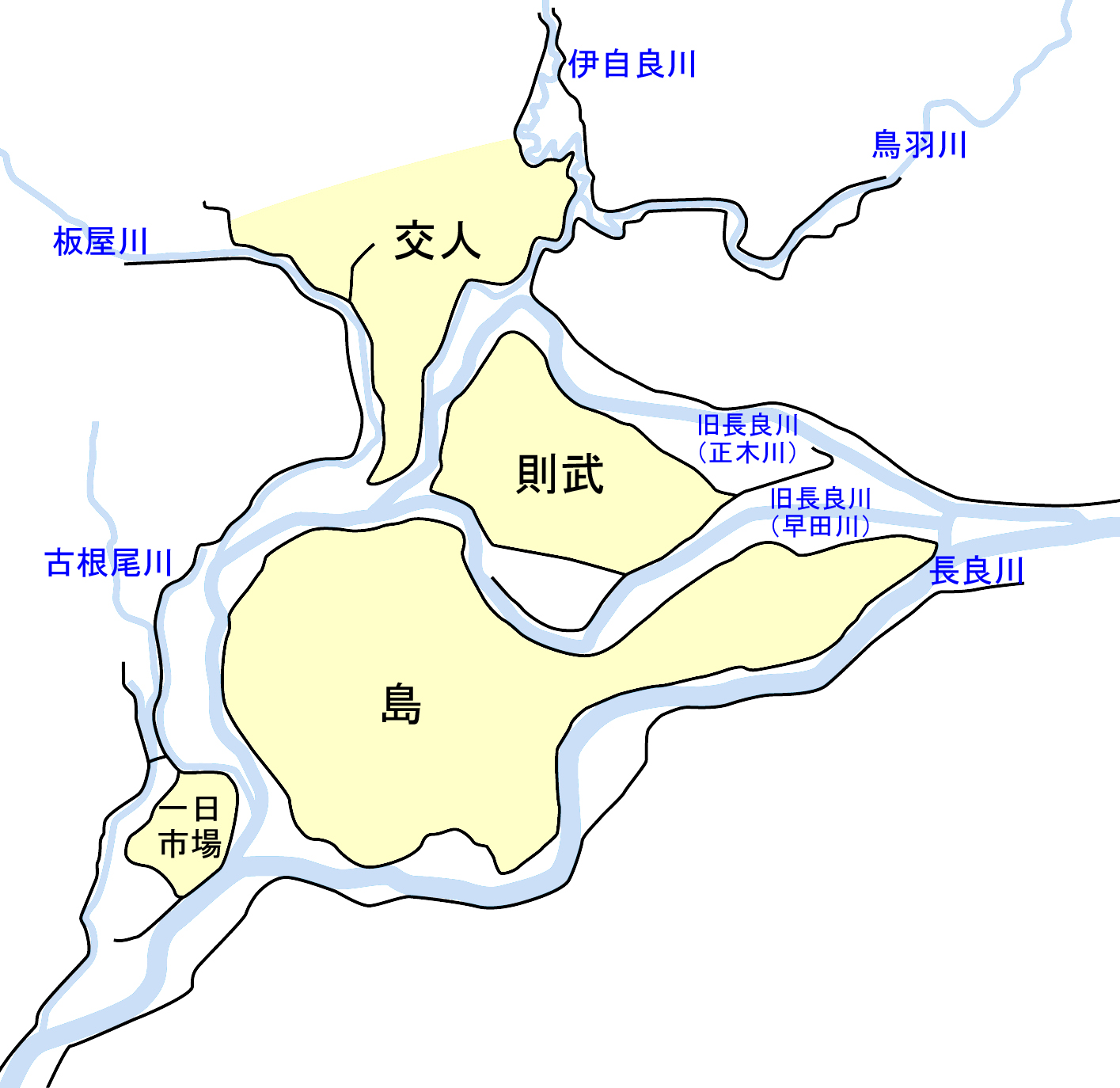
長良川改修以前の長良川分岐点付近の河川と輪中の分布。菅生村は島輪中内に位置した。

菅生村（すごうむら）は、かつて岐阜県稲葉郡にあった村である。
現在の岐阜市西島町、菅生などに該当する。長良川北岸の村であった。
菅生村発足時は厚見郡であったが、郡の合併で稲葉郡の村となっている。

## 歴史
- 1875年（明治8年） - 旧来の菅生村、西島村、西中島村、江口村が合併し、八幡村となる。
- 1882年（明治15年） - 八幡村が菅生村、西島村、西中島村、江口村（いずれも2代）に分割される。
- 1889年（明治22年）7月1日 - 菅生村、西島村が合併し、菅生村（3代）となる。
- 1897年（明治30年）4月1日[2] - 方県郡の一部、厚見郡、各務郡の合併により稲葉郡の所属となる。
- 1897年（明治30年）4月1日 - 近島村、池ノ上村、北島村、萱場村、西中島村、江口村、早田村、東島村、旦ノ島村と合併し島村が発足。同日菅生村廃止。

## 教育
- 西島尋常小学校 - 岐阜市立島小学校の前身校の一つ。

## その他
1875年〜1882年まで存在した八幡村の村名は、菅生村の八幡神社に由来する。